# Condado de McLennan
O Condado de McLennan é um dos 254 condados do estado norte-americano do Texas. A sede do condado é Waco, e sua maior cidade é Waco.
O condado possui uma área de 2746 km² (dos quais 48 km² estão cobertos por água), uma população de 234906 habitantes, e uma densidade populacional de 88 hab/km² (segundo o censo nacional de 2010).
O condado foi criado em 1850.